# 林文章
林文章（1915年—1998年），筆名黎明，台灣雲林斗南人，日治時期傳統詩人、作家，斗南吟社成員。其刊載於《詩報》、《風月報》等刊物之漢詩作品，以及《黎明隨想筆記彙集》的手稿詩草，多集中於1941年至1944年期間。

## 生平
祖籍中國福建漳州，為移民台灣第6代。父親林近、兄長林清文皆早逝。

## 腳註
1. 1 2  亓贏鳳 (2010).